# Väljamõisa
Koordinaten: 58° 19′ N, 22° 50′ O
Väljamõisa ist ein Dorf (estnisch küla) auf der größten estnischen Insel Saaremaa. Es gehört zur Landgemeinde Saaremaa (bis 2017: Landgemeinde Pihtla) im Kreis Saare. Bis zur Neugründung der Landgemeinde Saaremaa hieß der Ort „Väljaküla“ und wurde umbenannt, um sich von Väljaküla zu unterscheiden, da beide nun in derselben Landgemeinde liegen.

## Einwohnerschaft und Lage
Das an der Ostsee liegende Dorf hat siebzehn Einwohner (Stand 31. Dezember 2011).
Die Gegend um das Dorf gehört seit 2002 zum Naturschutzgebiet Laidevahe (Laidevahe looduskaitseala).